# 10545 Källunge
10545 Källunge är en asteroid i huvudbältet som upptäcktes den 2 mars 1992 i samband med det svenska projektet UESAC. Den fick den preliminära beteckningen 1992 EQ9 och namngavs senare efter Källunge socken på Gotland, som sedan 1971 är en del av Gotlands kommun.
Asteroiden har en diameter på ungefär 3 kilometer.
Källunges senaste periheliepassage skedde den 24 december 2024.